# قرار مجلس الأمن التابع للأمم المتحدة رقم 892
قرار مجلس الأمن التابع للأمم المتحدة رقم 892، المتخذ بالإجماع في 22 كانون الأول / ديسمبر 1993، بعد إعادة التأكيد على القرارات 849 (1993)، 854 (1993)، 858 (1993)، 876 (1993) و881 (1993) بشأن الحرب الجورجية - الأبخازية والقرار 868 (1993) بشأن سلامة حفظة السلام التابعين للأمم المتحدة، ناقش المجلس النشر التدريجي لـ50 مراقباً عسكرياً في جورجيا.
ورحب المجلس بمذكرة التفاهم بين جورجيا وأبخازيا، التي ذكرت أن الوجود الدولي المتزايد في منطقة الصراع سيساعد على ضمان السلام. كما أحاط المجلس علماً بالمحادثات التي جرت في موسكو وباعتزام استئناف المفاوضات في جنيف في 11 كانون الثاني / يناير 1994 لحل الصراع. وقد تم إحراز تقدم في المحادثات وهذا يبرر نشر مراقبين عسكريين إضافيين تابعين للأمم المتحدة. ومع ذلك، تم الإعراب في نفس الوقت عن القلق إزاء الحالة الإنسانية في جورجيا وإزاء عدد المشردين واللاجئين.
وبعد الموافقة على النشر التدريجي لـ50 مراقباً عسكرياً، عزم الأمين العام بطرس بطرس غالي إرسال المزيد من المراقبين في حال تحسن الوضع. وسيستعرض المجلس ولاية بعثة مراقبي الأمم المتحدة في جورجيا على أساس التقدم المحرز في المفاوضات. وفي هذا الصدد، تم حث الأطراف على التقيد بالتزاماتها الواردة في مذكرة التفاهم واتفاقية وقف إطلاق النار وضمان سلامة أفراد البعثة، ورحب بالمساعدة الروسية في هذا المجال.
واختتم القرار بالحث على عودة اللاجئين وتقديم المساعدات الإنسانية للسكان المدنيين، بينما طُلب من الدول المانحة تقديم مساهمات لنداء الأمم المتحدة الإنساني.

## روابط خارجية
- نص القرار في undocs.org